# Atiba Hutchinson
Atiba Hutchinson (* 8. Februar 1983 in North York, Ontario) ist ein ehemaliger kanadischer Fußballspieler, der zuletzt in der Süper Lig bei Beşiktaş Istanbul unter Vertrag stand.

## Vereinskarriere
Hutchinson, dessen Eltern aus Trinidad und Tobago stammen, begann seine Karriere 2002 bei York Region Shooters in der Canadian Professional Soccer League. Nach vier Einsätzen im selben Jahr bei den Toronto Lynx in der USL A-League wechselte Hutchinson Anfang 2003 nach Schweden in die Allsvenskan zu Östers IF. Er gehörte im Saisonverlauf zu den Stammspielern und erzielte sechs Tore. Am Saisonende stieg der Klub als Tabellenvorletzter ab, Hutchinson blieb durch seinen Wechsel zu Helsingborgs IF allerdings in der höchsten schwedischen Spielklasse. Nach zwei weiteren Spielzeiten im Mittelfeld der Allsvenskan wechselte er Anfang 2006 zum dänischen Spitzenklub FC Kopenhagen.
Bei Kopenhagen etablierte er sich schnell im zentralen Mittelfeld und gewann in den folgenden Spielzeiten neben drei Meistertiteln je einmal den Landespokal und die Royal League. Zur Saison 2006/07 qualifizierte er sich mit der Mannschaft für die Gruppenphase der UEFA Champions League und kam in allen sechs Spielen zum Einsatz, als man trotz Heimspielsiegen gegen Manchester United und Celtic Glasgow als Gruppenletzter ausschied. Zur Saison 2010/11 wechselte er ablösefrei zum niederländischen Klub PSV Eindhoven, dessen Verantwortliche während der beiden Spiele gegen Kopenhagen in der UEFA Europa League 2009/10 auf ihn aufmerksam geworden waren.
Nachdem Hutchinsons Vertrag am Ende der Saison 2012/13 ausgelaufen war, wechselte er ablösefrei in die Türkei zu Beşiktaş Istanbul. Dort gewann er u. a. In den Saisons 2015/16, 2016/17 und 2020/21 die Süper Lig und in letzterer den nationalen Pokal.
Nach Ende der Saison 2022/2033 in der türkischen Süper Lig gab Hutchinson sein Karriereende bekannt.

## Nationalmannschaft
Hutchinson kam von 2001 an regelmäßig für die kanadische U-20- und U-23-Auswahl zum Einsatz. Mit der U-20 nahm er 2001 und 2003 an der Junioren-Weltmeisterschaft teil. Während man 2001 nach der Vorrunde punkt- und torlos ausschied, stieß das Team 2003 ins Viertelfinale vor, in dem man dem spanischen Nachwuchs mit 1:2 unterlag. Hutchinson spielte dabei gemeinsam mit Andrés Arango als Innenverteidiger und war nicht nur einer der herausragenden Spieler seiner Mannschaft, der im offiziellen Turnierbericht als zweikampfstarker Innenverteidiger mit guter Übersicht hervorgehoben wird, sondern wurde auch als einziger Kanadier in die Mannschaft des Turniers gewählt. Mit der U-23 spielte er bei den Jeux de la Francophonie 2001 und der CONCACAF-Olympiaqualifikation 2004.
Am 18. Januar 2003 gab Hutchinson bei einer 0:4-Niederlage in einem Freundschaftsspiel gegen die Vereinigten Staaten sein Debüt in der kanadischen A-Nationalmannschaft. Wenige Monate später gehörte er beim CONCACAF Gold Cup 2003 zum Aufgebot und kam beim Vorrundenaus zu zwei Kurzeinsätzen. Bei den folgenden Kontinentalmeisterschaften gehörte Hutchinson zur Stammmannschaft. Nachdem man 2005 erneut in der Vorrunde gescheitert war, gelangte das Nationalteam 2007 bis ins Halbfinale und scheiterte dort mit 1:2 an den USA. 2009 bildete er im Mittelfeld mit Julián de Guzmán und Patrice Bernier das Grundgerüst der kanadischen Elf und kam nach Siegen über El Salvador und Jamaika bis ins Viertelfinale, in dem man der honduranischen Auswahl mit 0:1 unterlag.
Im Januar 2007 wurde Hutchinson von den Fans des kanadischen Nationalteams in einer Onlineabstimmung zu ihrem Fußballer des Jahres 2006 gewählt, die Hauptauszeichnung ging allerdings an Julián de Guzmán. 2010 folgte die erstmalige Auszeichnung zu Kanadas Fußballer des Jahres, die er insgesamt sechs Mal gewann.

## Erfolge
auf Vereinsebene:
FC Kopenhagen
- Dänischer Meister: 2006, 2007, 2009
- Dänischer Pokalsieger: 2009
- Royal-League-Sieger: 2006

PSV Eindhoven
- KNVB-Pokal: 2012
- Niederländischer Supercupsieger: 2012

Besiktas Istanbul
- 3× Türkischer Fußballmeister 2016, 2017, 2021
- 1× Türkischer Pokalsieger 2021
- 1× Türkischer Super Cup 2021

Individuell:
- FIFA All-Star-Team: Junioren-Weltmeisterschaft 2003
- Kanadas Fußballer des Jahres: 2010, 2012, 2014, 2015, 2016, 2017[5]
- Kanadas Fußballer des Jahres (Fanwahl): 2006